# Othresypna biocularis
Othresypna biocularis là một loài bướm đêm trong họ Noctuidae.